# Номлаки (язык)
Номлаки (Central Wintun, Noamlakee, Nomlaki, Wintu, Wintun) - почти исчезнувший винтуанский язык, на котором говорит народ номлаки, который проживает в резервациях Паскента и Раунд-Валли ранчерии Гриндстоун на севере штата Калифорния в США. Язык не был хорошо задокументирован, однако, существуют некоторые записи от носителей языка Эндрю Фримена и Сильвестра Симмонса.